# Formazione ideale della NFL degli anni 1920
La formazione ideale della NFL degli anni 1920, in inglese NFL 1920s All-Decade Team, fu scelta dai giurati della Pro Football Hall of Fame. La squadra è composta giocatori che hanno fornito prestazioni eccezionali nella National Football League negli anni venti, il primo decennio della storia della lega.

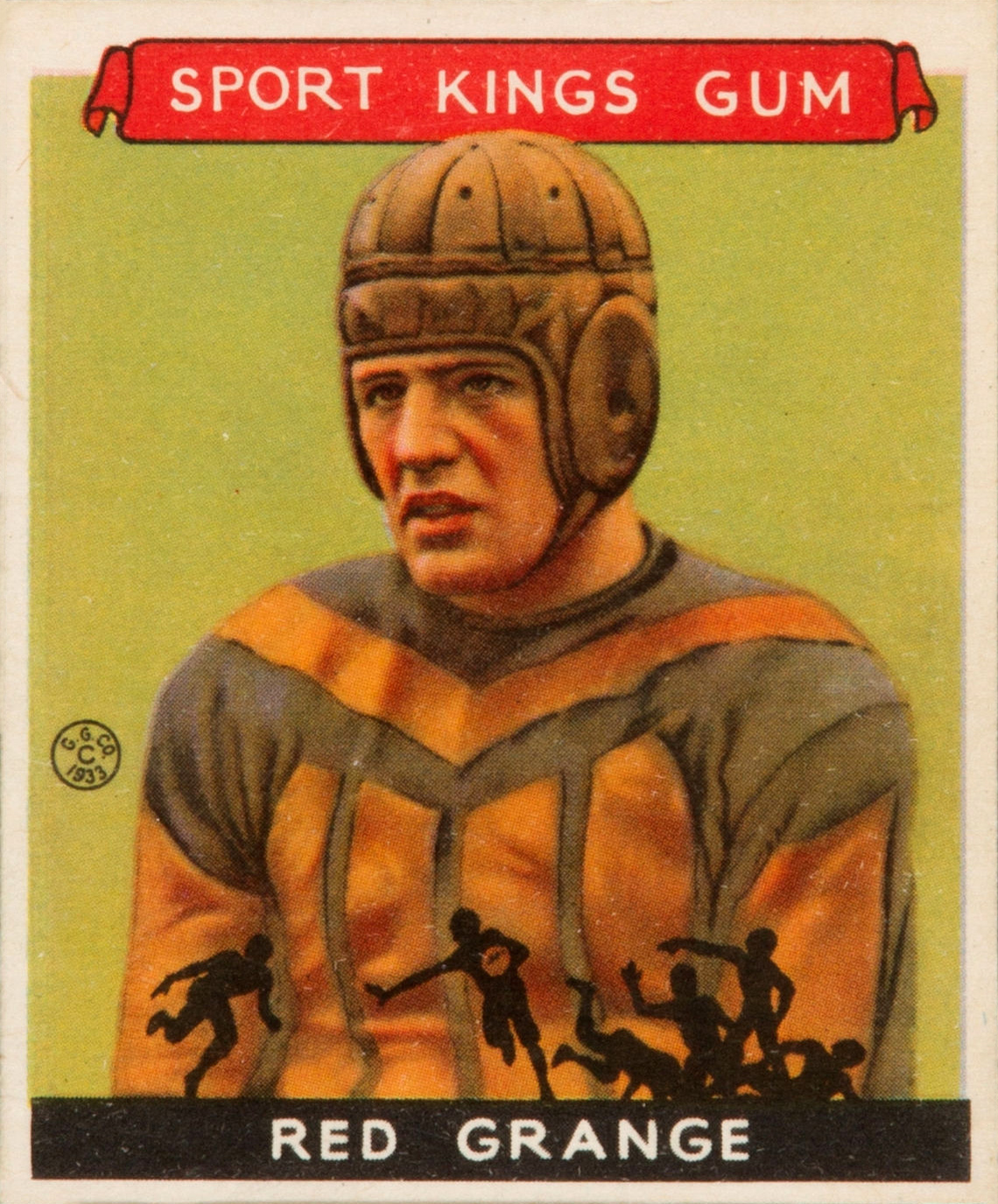
Red Grange fu inserito nel ruolo di halfback

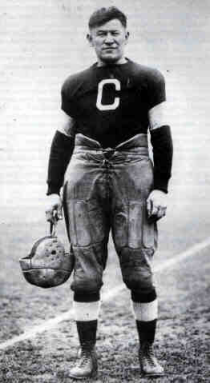
Jim Thorpe, inserito come halfback

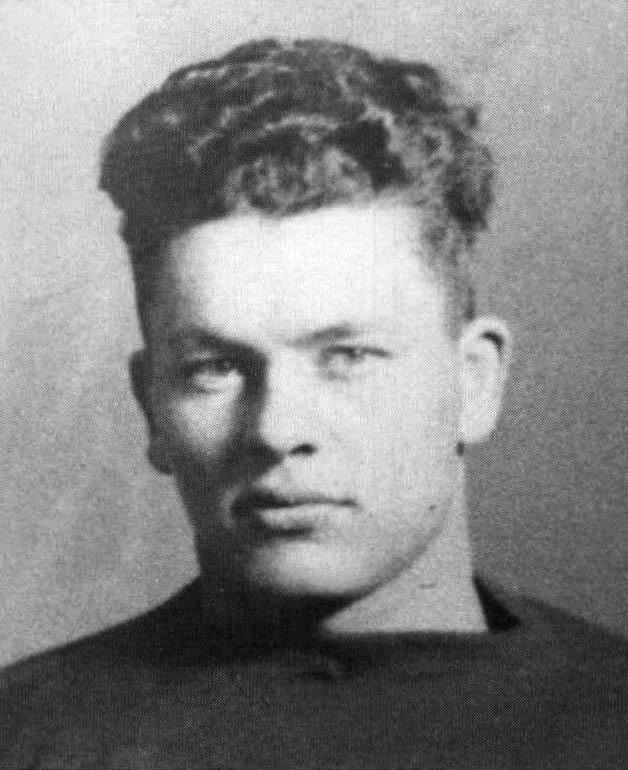
Curly Lambeau, inserito come halfback

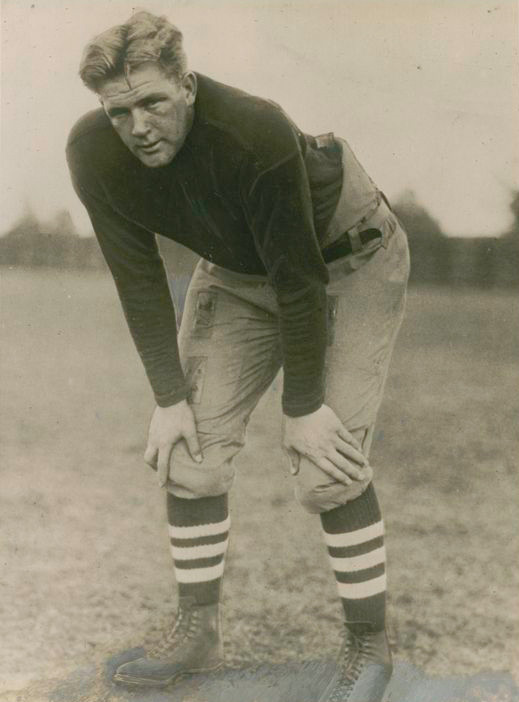
Ernie Nevers inserito come fullback

| Ruolo       | Giocatore       | Squadra/e | College                   | Hall of Famer |
| ----------- | --------------- | --- | ------------------------- | ------------- |
| Quarterback | Jimmy Conzelman | Decatur Staleys Rock Island Independents Milwaukee Badgers Detroit Panthers Providence Steam Roller           | Washington U. (St. Louis) | Sì            |
| Quarterback | Paddy Driscoll  | Chicago Cardinals Chicago Bears                                                                               | Northwestern              | Sì            |
| Halfback    | Red Grange      | Chicago Bears New York Yankees                                                                                | Illinois                  | Sì            |
| Halfback    | Jim Thorpe      | Canton Bulldogs Cleveland Indians Oorang Indians Rock Island Independents New York Giants Chicago Cardinals   | Carlisle Indian School    | Sì            |
| Halfback    | Joe Guyon       | Canton Bulldogs Cleveland Indians Oorang Indians Rock Island Independents Kansas City Cowboys New York Giants | Georgia Tech              | Sì            |
| Halfback    | Curly Lambeau   | Green Bay Packers                                                                                             | Notre Dame                | Sì            |
| Fullback    | Ernie Nevers    | Duluth Eskimos Chicago Cardinals                                                                              | Stanford                  | Sì            |
| End         | George Halas    | Decatur Staleys Chicago Staleys Chicago Bears                                                                 | Illinois                  | Sì            |
| End         | Guy Chamberlin  | Chicago Staleys Canton Bulldogs Cleveland Bulldogs Frankford Yellow Jackets Chicago Cardinals                 | Nebraska                  | Sì            |
| End         | Lavern Dilweg   | Milwaukee Badgers Green Bay Packers                                                                           | Marquette                 | No            |
| Tackle      | Ed Healey       | Rock Island Independents Chicago Bears                                                                        | Dartmouth                 | Sì            |
| Tackle      | Pete Henry      | Canton Bulldogs New York Giants Pottsville Maroons                                                            | Washington & Jefferson    | Sì            |
| Tackle      | Cal Hubbard     | New York Giants Green Bay Packers                                                                             | Centenary                 | Sì            |
| Tackle      | Steve Owen      | Kansas City Blues Cleveland Bulldogs Kansas City Cowboys New York Giants                                      | Phillips                  | Sì            |
| Guardia     | Walt Kiesling   | Duluth Eskimos Pottsville Maroons Chicago Cardinals Chicago Bears Green Bay Packers Pittsburgh Pirates        | St. Thomas (MN)           | Sì            |
| Guardia     | Hunk Anderson   | Chicago Bears Cleveland Indians                                                                               | Notre Dame                | No            |
| Guardia     | Mike Michalske  | New York Yankees Green Bay Packers                                                                            | Penn State                | Sì            |
| Centro      | George Trafton  | Chicago Bears                                                                                                 | Notre Dame                | Sì            |